# マーテン・ファン・デル・バイデン
マールテン・ファン・デル・バイデン（Maarten Van der Weijden、1981年3月31日 - ）はオランダの男子オープンウォータースイミング選手。

## 人物
- アルクマール出身[1]。水泳選手として期待されたが、19歳の時に「急性リンパ性白血病」と診断、医師から「生存できる可能性は低い」と宣告された。化学療法・手術によって、命は取り留めたが、体力・気力は落ちたり、後遺症に悩まされ最大の危機となった[2]。
- 母親の勧めで、「水の中こそ自分の居場所なんだぞ」と心の中に言われ、それから3年間リハビリを経て、2008年開催された北京オリンピックでオープンウォータースイミングに出場。見事金メダルを獲得した[2]。
- 2019年2月12日に白血病を告白した池江璃花子にメッセージを送った[3]。